# NGC 5090
NGC 5090 је елиптична галаксија у сазвежђу Кентаур која се налази на NGC листи објеката дубоког неба.
Деклинација објекта је - 43° 42' 18" а ректасцензија 13h 21m 12,7s. Привидна величина (магнитуда) објекта NGC 5090 износи 11,5 а фотографска магнитуда 12,5. Налази се на удаљености од 46,265 милиона парсека од Сунца. NGC 5090 је још познат и под ознакама ESO 270-2, MCG -7-27-54, AM 1318-432, DCL 565, PGC 46618.